# Včela medonosná řecká
Včela medonosná řecká (Apis mellifera cecropia, také jarumová) je poddruh včely medonosné, pocházející z jižního Řecka.
Jejich chování a vlastnosti jsou velmi podobné vlašské včele (Apis mellifera ligustica). Řecké včely si včelaři vybírají kvůli jejich výjimečné mírnosti a minimálnímu sklonu k rojení.
Křížení včely řecké s včelou tmavou (Apis mellifera mellifera) způsobuje, že generace potomků je extrémně agresivní. Vzhledem k tomu, že řecké včely pocházejí z jihu Evropy, kde je středomořské klima, nejsou vhodné pro chov na severu Evropy, kde je chladnější podnebí, a z tohoto důvodu není řecká včela celosvětově komerčně chovaná. Řecké včely se chovají především v jižním Řecku.

## Životní cyklus
Řecké včely mají tendenci na jaře rychle růst a matka klade hodně vajíček. Mají také tendenci produkovat hodně medu, ale pouze ve středomořském podnebí.